# باتريك رايس
باتريك رايس (بالإنجليزية: Patrick Rice)‏ هو ناشط حقوق الإنسان أيرلندي، ولد في 1 سبتمبر 1945 في Fermoy ‏ في جمهورية أيرلندا، وتوفي في 8 يوليو 2010 في ميامي في الولايات المتحدة.